# Coupe UEFA 1989-1990
 (décembre 2023).
Si vous disposez d'ouvrages ou d'articles de référence ou si vous connaissez des sites web de qualité traitant du thème abordé ici, merci de compléter l'article en donnant les références utiles à sa vérifiabilité et en les liant à la section « Notes et références ».
Navigation
Édition précédente Édition suivante
La Coupe UEFA 1989-1990 est la dix-neuvième édition de la Coupe de l'UEFA, qui oppose les meilleurs clubs européens qualifiés grâce aux résultats de leur championnat national. Cette édition voit les Italiens du Juventus Turin s'imposer en finale contre une autre formation italienne, la Fiorentina. Si c'est la toute première finale européenne pour la Viola, il s'agit en revanche de la seconde Coupe UEFA remportée par les Piémontais, le quatrième trophée européen au total. C'est la première fois depuis dix ans et l'édition 1979-1980 que deux clubs d'un même pays s'affrontent en finale, symbole de la domination totale de l'Italie sur cette saison européenne puisque le Milan AC conserve la Coupe des clubs champions tandis que la Sampdoria de Gênes remporte la Coupe des Coupes.
Deux attaquants allemands se partagent le titre honorifique de meilleur buteur de la compétition avec un total de six buts : Falko Götz du 1. FC Cologne et Karl-Heinz Riedle du Werder Brême.
Pour cette édition, la France, les Pays-Bas et la Finlande obtiennent le droit d'engager une formation supplémentaire au détriment de la RFA, de la Suède et de la Bulgarie. L'Albanie engage un représentant lors de cette édition. Un tour préliminaire exceptionnel doit être mis en place cette année puisque les fédérations de Yougoslavie et de France, classés 10e ex aequo à l'indice UEFA, doivent être départagées afin de déterminer quel pays peut engager un troisième club. Pour cette raison, l'AJ Auxerre et le Dinamo Zagreb s'affrontent dès le mois d'août, un duel remporté par les Icaunais, qui vont parvenir à atteindre les quarts de finale pour la première fois en compétition européenne. Le SSC Naples, tenant du titre, est éliminé en huitièmes de finale par le Werder Brême.

## Tour préliminaire
| Équipe 1   | Résultat | Équipe 2      | Aller | Retour |
| ---------- | -------- | ------------- | ----- | ------ |
| AJ Auxerre | 3 - 2    | Dinamo Zagreb | 0 - 1 | 3 - 1  |

## Trente-deuxièmes de finale
| Équipe 1                | Résultat       | Équipe 2                 | Aller | Retour   |
| ----------------------- | -------------- | ------------------------ | ----- | -------- |
| FK Austria Vienne       | 4 - 0          | Ajax Amsterdam           | 1 - 0 | 3 - 0    |
| PFK Levski Sofia        | 3 - 4          | Royal Antwerp            | 0 - 0 | 3 - 4    |
| Apollon Limassol        | 1 - 4          | Real Saragosse           | 0 - 3 | 1 - 1    |
| Aberdeen FC             | 2 - 2e         | Rapid Vienne             | 2 - 1 | 0 - 1    |
| Hibernian FC            | 4 - 0          | Videoton SC              | 1 - 0 | 3 - 0    |
| Club Atlético de Madrid | 1 - 1 (1-3tab) | ACF Fiorentina           | 1 - 0 | 0 - 1    |
| Valence CF              | 4 - 2          | Victoria Bucarest        | 3 - 1 | 1 - 1    |
| FC Lahti                | 2 - 3          | Paris Saint-Germain      | 0 - 0 | 2 - 3    |
| RoPS Rovaniemi          | 2 - 1          | GKS Katowice             | 1 - 1 | 1 - 0    |
| AJ Auxerre              | 8 - 0          | KF Apolonia Fier         | 5 - 0 | 3 - 0    |
| FC Sochaux              | 12 - 0         | La Jeunesse d'Esch       | 7 - 0 | 5 - 0    |
| Iraklis Thessalonique   | 1 - 2          | FC Sion                  | 1 - 0 | 0 - 2    |
| Glentoran FC            | 1 - 5          | Dundee United            | 1 - 3 | 0 - 2    |
| ÍA Akranes              | 1 - 6          | RFC Liège                | 0 - 2 | 1 - 4    |
| Atalanta Bergame        | 0 - 2          | FK Spartak Moscou        | 0 - 0 | 0 - 2    |
| Valletta FC             | 1 - 7          | First Vienna FC 1894     | 1 - 4 | 0 - 3    |
| Lillestrøm SK           | 1 - 5          | Werder Brême             | 1 - 3 | 0 - 2    |
| FC Twente               | 1 - 4          | Club Bruges KV           | 0 - 0 | 1 - 4    |
| Górnik Zabrze           | 2 - 5          | Juventus Turin           | 0 - 1 | 2 - 4    |
| Sporting CP             | 0 - 0 (3-4tab) | SSC NaplesT              | 0 - 0 | 0 - 0    |
| FC Porto                | 4 - 1          | Petrom Flacăra Moreni    | 2 - 0 | 2 - 1    |
| 1. FC Cologne           | 5 - 1          | FC Nitra                 | 4 - 1 | 1 - 0    |
| VfB Stuttgart           | 3 - 2          | Feyenoord Rotterdam      | 2 - 0 | 1 - 2    |
| Örgryte IS              | 2 - 7          | Hambourg SV              | 1 - 2 | 1 - 5    |
| FC Wettingen            | 5 - 0          | Dundalk FC               | 3 - 0 | 2 - 0    |
| Galatasaray SK          | 1 - 3          | Étoile rouge de Belgrade | 1 - 1 | 0 - 2    |
| Dynamo Kiev             | 6 - 1          | MTK Budapest VM SK       | 4 - 0 | 2 - 1    |
| Zenit Leningrad         | 3 - 1          | Næstved BK               | 3 - 1 | 0 - 0    |
| FK Žalgiris Vilnius     | 2 - 1          | IFK Göteborg             | 2 - 0 | 0 - 1    |
| FK Rad Belgrade         | 2 - 3          | Olympiakos Le Pirée      | 2 - 1 | 0 - 2    |
| Karl-Marx-Stadt         | 3 - 2          | Boavista FC              | 1 - 0 | 2 - 2 ap |
| FC Hansa Rostock        | 2 - 7          | FC Baník Ostrava         | 2 - 3 | 0 - 4    |

## Seizièmes de finale
| Équipe 1                 | Résultat | Équipe 2            | Aller | Retour   |
| ------------------------ | -------- | ------------------- | ----- | -------- |
| First Vienna FC 1894     | 3 - 3e   | Olympiakos          | 2 - 2 | 1 - 1    |
| Royal Antwerp            | 6 - 3    | Dundee United       | 4 - 0 | 2 - 3    |
| Club Bruges KV           | 4 - 6    | Rapid Vienne        | 1 - 2 | 3 - 4    |
| Hibernian Édimbourg      | 0 - 1    | RFC Liège           | 0 - 0 | 0 - 1 ap |
| Real Saragosse           | 1 - 2    | Hambourg SV         | 1 - 0 | 0 - 2 ap |
| RoPS Rovaniemi           | 0 - 8    | AJ Auxerre          | 0 - 5 | 0 - 3    |
| Paris SG                 | 1 - 3    | Juventus Turin      | 0 - 1 | 1 - 2    |
| ACF Fiorentina           | 1e - 1   | FC Sochaux          | 0 - 0 | 1 - 1    |
| FC Porto                 | 5 - 4    | Valence CF          | 3 - 1 | 2 - 3    |
| Werder Brême             | 5 - 2    | FK Austria Vienne   | 5 - 0 | 0 - 2    |
| 1. FC Cologne            | 3 - 1    | FK Spartak Moscou   | 3 - 1 | 0 - 0    |
| FC Sion                  | 3 - 5    | Karl-Marx-Stadt     | 2 - 1 | 1 - 4    |
| FC Wettingen             | 1 - 2    | SSC NaplesT         | 0 - 0 | 1 - 2    |
| Dynamo Kiev              | 4 - 1    | FC Baník Ostrava    | 3 - 0 | 1 - 1    |
| Zenit Leningrad          | 0 - 6    | VfB Stuttgart       | 0 - 1 | 0 - 5    |
| Étoile rouge de Belgrade | 5 - 1    | FK Žalgiris Vilnius | 4 - 1 | 1 - 0    |

## Huitièmes de finale
| Équipe 1                 | Résultat | Équipe 2        | Aller | Retour |
| ------------------------ | -------- | --------------- | ----- | ------ |
| Rapid Vienne             | 2 - 3    | RFC Liège       | 1 - 0 | 1 - 3  |
| Royal Antwerp            | 2 - 1    | VfB Stuttgart   | 1 - 0 | 1 - 1  |
| Olympiakos               | 1 - 1e   | AJ Auxerre      | 1 - 1 | 0 - 0  |
| ACF Fiorentina           | 1 - 0    | Dynamo Kiev     | 1 - 0 | 0 - 0  |
| SSC NaplesT              | 3 - 8    | Werder Brême    | 2 - 3 | 1 - 5  |
| Juventus Turin           | 3 - 1    | Karl-Marx-Stadt | 2 - 1 | 1 - 0  |
| Hambourg SV              | 2e - 2   | FC Porto        | 1 - 0 | 1 - 2  |
| Étoile rouge de Belgrade | 2 - 3    | 1. FC Cologne   | 2 - 0 | 0 - 3  |

## Quarts de finale
| Équipe 1       | Résultat | Équipe 2       | Aller | Retour |
| -------------- | -------- | -------------- | ----- | ------ |
| RFC Liège      | 3 - 4    | Werder Brême   | 1 - 4 | 2 - 0  |
| ACF Fiorentina | 2 - 0    | AJ Auxerre     | 1 - 0 | 1 - 0  |
| 1. FC Cologne  | 2 - 0    | Royal Antwerp  | 2 - 0 | 0 - 0  |
| Hambourg SV    | 2 - 3    | Juventus Turin | 0 - 2 | 2 - 1  |

## Demi-finales
| Équipe 1       | Résultat | Équipe 2       | Aller | Retour |
| -------------- | -------- | -------------- | ----- | ------ |
| Juventus Turin | 3 - 2    | 1. FC Cologne  | 3 - 2 | 0 - 0  |
| Werder Brême   | 1 - 1e   | ACF Fiorentina | 1 - 1 | 0 - 0  |

## Finale
| Équipe 1       | Résultat | Équipe 2       | Aller | Retour |
| -------------- | -------- | -------------- | ----- | ------ |
| Juventus Turin | 3 - 1    | ACF Fiorentina | 3 - 1 | 0 - 0  |